# Hat 2 Da Back
Hat 2 Da Back è un brano musicale R&B della girlband statunitense TLC, scritto e prodotto da Dallas Austin, Daryl Simmons e Antonio L.A. Reid per l'album di debutto della band, Ooooooohhh.... On the TLC Tip. Il brano è stato pubblicato nel 1993 come secondo singolo estratto dall'album, ed ha avuto un enorme successo nelle classifiche statunitensi: è arrivato al numero 1 della classifica R&B di Billboard e al numero 2 della Hot 100, ed ha venduto oltre un milione di copie, ottenendo così il disco di platino dalla RIAA. Il brano si distacca dallo stile degli altri singoli dell'album, avendo la struttura di una ballad ritmata R&B.